# Thrinax parviflora
Thrinax parviflora là loài thực vật có hoa thuộc họ Arecaceae. Loài này được Sw. miêu tả khoa học đầu tiên năm 1788.